# Bạch Vi Tú
Bạch Vi Tú (tiếng Anh: Joanne Peh Wei Siew) là cựu hoa hậu hoàn vũ, nữ diễn viên nổi tiếng Singapore.

## Cuộc sống và sự nghiệp
Năm 19 tuổi, sau khi giành được danh hiệu Hoa hậu thanh lịch (Miss Elegant) và Hoa hậu cá tính (Miss Personality) tại cuộc thi Hoa hậu Hoàn vũ Singapore 2002, Bạch Vi Tú kí hợp đồng trở thành nghệ sĩ của đài Mediacorp. Cô còn là người đại diện của nhiều thương hiệu nổi tiếng.
Bạch Vi Tú từng học tại Trường Trung học Đạm Mã Tích và Trường Cao đẳng Victoria Junior. Sau đó cô tốt nghiệp chuyên ngành thông tin và giao tiếp (truyền thông đại chúng) tại Trường Đại học Công nghệ Nam Dương.
Bạch Vi Tú có câu lạc bộ người hâm mộ chính thức gọi là "Jollity Club"  hoạt động từ năm 2005.
Bạch Vi Tú tự nhận xét bản thân là một người độc lập, kiên trì, có trách nhiệm và thích đọc sách.
Cô là một trong bảy nữ diễn viên Singapore trẻ triển vọng nhất vào thập niên 2000 được truyền thông nhắc đến với thuật ngữ Thất công chúa của Mediacorp.
Tháng 2 năm 2018, Bạch Vi Tú sáng lập tổ chức The Dimple Loft - chuyên tổ chức các hội thảo và cắm trại cho trẻ em, khuyến khích chúng học hỏi và đánh giá cao nghệ thuật thông qua các hoạt động vui chơi và thực hành tương tác khác nhau như vẽ, viết, diễn xuất, ca hát và nhảy múa.

## Đời tư
Vào tháng 4 năm 2013, Bạch Vi Tú chính thức công khai hẹn hò với nam diễn viên Thích Ngọc Vũ. Trước khi công bố mối quan hệ với công chúng, cặp đôi diễn viên này đã hợp tác chung trong rất nhiều bộ phim và họ còn là bạn thân ngoài đời, nhưng đến khi quay hoàn thành phần đầu bộ phim Cảnh sát đặc nhiệm 2 thì cả hai mới bắt đầu để ý đối phương và yêu nhau.
Vào lúc 15 giờ 30 phút ngày 09 tháng 09 năm 2014, cặp đôi "phim giả tình thật" này đã bí mật đính hôn tại khách sạn Mövenpick Heritage Hotel Sentosa. Đến ngày 28 tháng 01 năm 2015, cặp đôi chính thức tổ chức hôn lễ.
Ngày 07 tháng 08 năm 2015, cô hạ sinh bé gái đầu lòng có nickname là "Baby Qi".
Ngày 21 tháng 04 năm 2017, cô hạ sinh một bé trai có nickname là "Didi".
Để các con phát triển bình thường như bao trẻ khác cùng trang lứa cũng như không muốn các con bị ảnh hưởng bởi sự nổi tiếng của bố mẹ, cặp đôi quyết định không tiết lộ tên, khuôn mặt và đời sống cá nhân của các con.

## Phim và chương trình truyền hình

### Phim điện ảnh
| Năm  | Tên Phim                                      | Vai Diễn      | Ghi chú |
| ---- | --------------------------------------------- | ------------- | ------- |
| 2004 | Đột nhiên phát tài 突然发财 The Best Bet      | Tan Hui Min   | Vai phụ |
| 2011 | Đại Thế Giới 大世界 It's a Great, Great World | Mỹ Quyên 美娟 | Vai phụ |
| 2013 | Oh! Squints II                                | Li Xue Lan    | Vai phụ |
| 2015 | 1965                                          | Zhou Jun      | Vai phụ |

### Phim truyền hình
| Năm         | Tên Phim | Vai Diễn                                                      | Kênh   | Ghi chú                  |
| ----------- | --- | ------------------------------------------------------------- | ------ | ------------------------ |
| 2002        | (Cửu tằng cao) 九层糕 Beautiful Connection                                                                      | Hà Uy 何葳                                                    | Kênh 8 | Vai phụ                  |
| 2003        | Nokia MMS Moments Mini-Drama - Romance 诺基亚多媒体矩迷你剧-爱情                                                |                                                               | Kênh 8 | Vai phụ                  |
| 2004        | Thợ săn tội phạm (Tâm võng truy hung) 心网追凶 The Crime Hunters                                                |                                                               | Kênh 8 | Vai phụ                  |
| 2004        | Tôi yêu nhà tôi (Ngã ái ngã gia) 我爱我家 I Love My Home                                                        | Sulley                                                        | Kênh 8 | Vai phụ                  |
| 2004        | Tình yêu gửi mẹ (Phi nhất bàn ma ma) 非一般妈妈 To Mum With Love                                                | Giang Vũ Hằng 江宇恒                                          | Kênh 8 | Vai phụ                  |
| 2004        | (Gia tài vạn quán) 家财万贯 The Ties That Bind                                                                  | Ngọc Tuấn Kiệt 玉俊杰                                         | Kênh 8 | Vai phụ                  |
| 2005        | (Hoạt hạ khứ) 活下去 A Life of Hope                                                                             | Chu Hiểu Phi 朱晓非                                           | Kênh 8 | Vai chính                |
| 2005        | Mơ ước trong tầm tay (Mộng tại thủ lí) 梦在手里 Destiny                                                         | Diêu Tư Kỳ 姚思琦                                             | Kênh 8 | Vai chính                |
| 2006        | Thư tình (Nhượng ái tự bưu) 让爱自邮 Yours Always                                                               | Kiều San 乔珊                                                 | Kênh 8 | Vai chính                |
| 2007        | (Truy mộng nhân sinh chi tứ nhân tổ) 追梦人生之四人组                                                           |                                                               | Kênh 8 | Vai chính                |
| 2007        | (Phàm gian tân tiên nhân) 凡间新仙人 Happily Ever After                                                         | Dương Thiên Cầm / Chức Nữ 王天琴 / 织女                       | Kênh 8 | Vai chính                |
| 2007        | Kỳ tích 奇迹 Making Miracles                                                                                    | Lý Tiểu Mạn 李小曼                                            | Kênh 8 | Vai chính                |
| 2007        | Tình yêu đặc biệt của bạn (Ái·Đặc biệt đích nhĩ) 爱·特别的你 The Greatest Love of All                           | Lạc Văn Hân 洛文欣                                            | Kênh 8 | Vai chính                |
| 2007        | (Bảo bối phụ nữ binh) 宝贝父女兵 Like Father, Like Daughter                                                     | Đới Thuần Thuần 戴纯纯                                        | Kênh 8 | Vai chính                |
| 2007        | Con đường hoàng kim (Hoàng kim lộ) 黄金路 The Golden Path                                                       | Huỳnh Khải Kỳ 黄凯琪                                          | Kênh 8 | Vai chính                |
| 2008        | Mê đồ 谜图 The Truth                                                                                            | Trần Thục Hiền 陈淑贤                                         | Kênh 8 | Vai chính                |
| 2008        | Trận bóng tình yêu (Cầu ái đại chiến) 球爱大战 Beach.Ball.Babes                                                 | Rainie Lưu Phong / Lưu Tuyên 刘风 / 刘宣                      | Kênh 8 | Đóng hai vai Vai chính   |
| 2008        | Chuyện tình cô bé Lọ Lem (Tiểu nương nhạ) 小娘惹 The Little Nyonya                                              | Hoàng Ngọc Châu 黄玉珠                                        | Kênh 8 | Vai chính                |
| 2009        | (Tưởng ác nhĩ đích thủ) 想握你的手 Your Hand In Mine                                                            | Ngô Hữu Tình 吴有情 (Vai chính) Lưu Kim Liên 刘金莲 (Vai phụ) | Kênh 8 | Đóng hai vai             |
| 2011        | Bài hát để đời (Tinh châu chi dạ) 星洲之夜 A Song to Remember                                                   | Vu Hồng 于红                                                  | Kênh 8 | Vai chính                |
| 2011        | Cảnh sát đặc nhiệm (Cảnh huy thiên chức) 警徽天职 C.L.I.F.                                                      | Liêu Tâm Di 廖心怡                                            | Kênh 8 | Vai chính                |
| 2011        | (Lạc tại song thành) 乐在双城 A Tale of 2 Cities                                                                | Phan Lạc Dao 潘乐瑶                                           |        | Vai chính                |
| 2012        | Mật mã tối thượng (Luật chính tinh anh) 律政精英 Code of Law                                                    | Sabrina Wong                                                  | Kênh 5 | Vai chính Phim tiếng Anh |
| 2012        | (Tái kiến đan nhân sàng) 再见单人床 Pillow Talk                                                                 | Trương Thu Tuyết 张秋雪                                       | Kênh 8 | Vai chính                |
| 2013        | Hành trình: Đường Sơn đến Nam Dương (Tín ước: Đường Sơn đáo Nam Dương) 信约：唐山到南洋 The Journey: A Voyage   | Trương Huệ Nương 张蕙娘                                       | Kênh 8 | Vai chính                |
| 2013        | (Ái tình phong hiểm) 爱情风险 Love at Risk                                                                      | Tân Tư Tư 辛思思                                              | Kênh 8 | Vai chính                |
| 2013        | Cảnh sát đặc nhiệm 2 (Cảnh huy thiên chức 2) 警徽天职II C.L.I.F. 2                                              | Liêu Tâm Di 廖心怡                                            | Kênh 8 | Vai chính                |
| 2014        | Mật mã tối thượng phần 2 (Luật chính tinh anh 2) 律政精英II Code of Law (Season 2)                              | Sabrina Wong                                                  | Kênh 5 | Vai chính Phim tiếng Anh |
| 2014        | Hành trình: Thời đại hỗn loạn (Tín ước: Động đãng đích niên đại) 信约：动荡的年代 The Journey: Tumultuous Times | Trương Huệ Nương 张蕙娘                                       | Kênh 8 | Vai phụ                  |
| 2014        | Cảnh sát đặc nhiệm 3 (Cảnh huy thiên chức 3) 警徽天职III C.L.I.F. 3                                             | Liêu Tâm Di 廖心怡                                            | Kênh 8 | Vai chính                |
| 2015        | Mật mã tối thượng phần 3 (Luật chính tinh anh 3) 律政精英III Code of Law (Season 3)                             | Sabrina Wong                                                  | Kênh 5 | Vai chính Phim tiếng Anh |
| 2015        | Giác quan thứ 6 (Tâm mê) 心迷 Mind Game                                                                         | Triệu An Ni 赵安妮                                            | Kênh 8 | Vai chính                |
| 2017        | (Mộng tưởng trình thức) 梦想程式 Dream Coder                                                                    | Chung Nhã Vân 钟雅芸                                          | Kênh 8 | Vai chính                |
| 2018        | (Tây qua điềm bất điềm) 西瓜甜不甜 Say Cheese                                                                   | Phan Trạch Gia 潘泽家                                         | Kênh 8 | Vai chính                |
| 2018 - 2019 | Tâm điểm tâm 心点心 Heart To Heart                                                                              | Lương Na Lạp 梁娜拉                                           | Kênh 8 | Vai chính                |
| 2019        | The Last Madame                                                                                                 | Fung Lan                                                      | Toggle | Vai chính Phim tiếng Anh |
| 2021        | Xúc tâm tội thám 触心罪探 Mind Jumper                                                                           | Khâu Khải Lạc 邱凯乐                                          | Kênh 8 | Vai chính                |

### Phim với vai trò đạo diễn
| Năm  | Tên phim                     | Ghi chú   |
| ---- | ---------------------------- | --------- |
| 2019 | Dưới gốc cây năm đó 那年树下 | Phim ngắn |

### Chương trình truyền hình
| Năm  | Tên chương trình                                |
| ---- | ----------------------------------------------- |
| 2002 | PSC Nite'02 普威之夜                            |
| 2002 | City Beat 城人杂志                              |
| 2003 | Lunar New Year Special 三羊开泰迎丰年           |
| 2004 | Lunar New Year Special 灵猴献宝贺新春           |
| 2005 | High on Life                                    |
| 2005 | President's Star Charity 2005 总统星光慈善 2005 |
| 2006 | Vesak Day Special 明灯相映真善美                |
| 2008 | Jolly Good Time 佳节年华                        |
| 2009 | The Princess & The Prince 当公主遇上王子        |
| 2009 | Fashion Asia – Bangkok 亚洲时尚风 – 曼谷        |
| 2010 | The Activist Journey 仁心侠旅                   |
| 2012 | Sasuke Singapore                                |
| 2012 | Kawaii Style Celebrate 2013 哈日时尚风          |
| 2014 | President's Star Charity 2014 总统星光慈善 2014 |

## Giải thưởng
| Giải thưởng truyền hình châu Á – Asian Television Awards | Giải thưởng truyền hình châu Á – Asian Television Awards | Giải thưởng truyền hình châu Á – Asian Television Awards | Giải thưởng truyền hình châu Á – Asian Television Awards | Giải thưởng truyền hình châu Á – Asian Television Awards |
| Năm                                                      | Lễ trao giải                                             | Hạng mục                                                 | Tác phẩm                                                 | Kết quả                                                  |
| -------------------------------------------------------- | -------------------------------------------------------- | -------------------------------------------------------- | -------------------------------------------------------- | -------------------------------------------------------- |
| 2012                                                     | Giải thưởng truyền hình châu Á lần thứ 17                | Nữ diễn viên chính xuất sắc nhất                         | Bài hát để đời (vai Vu Hồng)                             | Đề cử                                                    |
| 2015                                                     | Giải thưởng truyền hình châu Á lần thứ 20                | Nữ diễn viên phụ xuất sắc nhất                           | Hành trình: Thời đại hỗn loạn (vai Trương Huệ Nương)     | Đề cử                                                    |
| 2020                                                     | Giải thưởng truyền hình châu Á lần thứ 25                | Nữ diễn viên chính xuất sắc nhất                         | Last Madame (vai Fung Lan)                               | Đề cử                                                    |
| 2020                                                     | Giải thưởng truyền hình châu Á lần thứ 25                | Nữ diễn viên chính xuất sắc nhất - kĩ thuật số           | Last Madame (vai Fung Lan)                               | Đoạt giải                                                |
| 2020                                                     | Giải thưởng truyền hình châu Á lần thứ 25                | Phim truyền hình xuất sắc nhất - kĩ thuật số             | Last Madame (vai Fung Lan)                               | Đoạt giải                                                |
| 2021                                                     | Giải thưởng truyền hình châu Á lần thứ 26                | Nữ diễn viên chính xuất sắc nhất                         | Xúc tâm tội thám (vai Khâu Khải Lạc)                     | Đề cử                                                    |
| 2021                                                     | Giải thưởng truyền hình châu Á lần thứ 26                | Nữ diễn viên chính xuất sắc nhất - kĩ thuật số           | Xúc tâm tội thám (vai Khâu Khải Lạc)                     | Đoạt giải                                                |
| 2021                                                     | Giải thưởng truyền hình châu Á lần thứ 26                | Phim truyền hình xuất sắc nhất - kĩ thuật số             | Xúc tâm tội thám (vai Khâu Khải Lạc)                     | Đề cử                                                    |

| Giải thưởng Hồng Tinh – Star Awards | Giải thưởng Hồng Tinh – Star Awards | Giải thưởng Hồng Tinh – Star Awards         | Giải thưởng Hồng Tinh – Star Awards                        | Giải thưởng Hồng Tinh – Star Awards |
| Năm                                 | Lễ trao giải                        | Hạng mục                                    | Tác phẩm                                                   | Kết quả                             |
| ----------------------------------- | ----------------------------------- | ------------------------------------------- | ---------------------------------------------------------- | ----------------------------------- |
| 2004                                | Lễ trao giải Hồng Tinh lần thứ 11   | Diễn viên mới xuất sắc nhất                 | Tình yêu gửi mẹ (vai Giang Vũ Hằng)                        | Đoạt giải                           |
| 2004                                | Lễ trao giải Hồng Tinh lần thứ 11   | Top 10 Nữ nghệ sĩ được yêu thích nhất       | —                                                          | Đoạt giải                           |
| 2005                                | Lễ trao giải Hồng Tinh lần thứ 12   | Top 10 Nữ nghệ sĩ được yêu thích nhất       | —                                                          | Đoạt giải                           |
| 2006                                | Lễ trao giải Hồng Tinh lần thứ 13   | Top 10 Nữ nghệ sĩ được yêu thích nhất       | —                                                          | Top 20                              |
| 2007                                | Lễ trao giải Hồng Tinh lần thứ 14   | Top 10 Nữ nghệ sĩ được yêu thích nhất       | —                                                          | Top 20                              |
| 2007                                | Lễ trao giải Hồng Tinh lần thứ 14   | Nữ diễn viên chính xuất sắc nhất            | Like Father, Like Daughter (vai Đới Thuần Thuần)           | Đề cử                               |
| 2009                                | Lễ trao giải Hồng Tinh lần thứ 14   | Nữ diễn viên chính xuất sắc nhất            | Chuyện tình cô bé Lọ Lem (vai Hoàng Ngọc Châu)             | Đoạt giải                           |
| 2009                                | Lễ trao giải Hồng Tinh lần thứ 14   | Top 10 Nữ nghệ sĩ được yêu thích nhất       | —                                                          | Đoạt giải                           |
| 2010                                | Lễ trao giải Hồng Tinh lần thứ 16   | Top 10 Nữ nghệ sĩ được yêu thích nhất       | —                                                          | Đoạt giải                           |
| 2010                                | Lễ trao giải Hồng Tinh lần thứ 16   | Female Media Darling                        | —                                                          | Đoạt giải                           |
| 2011                                | Lễ trao giải Hồng Tinh lần thứ 17   | Nữ diễn viên chính xuất sắc nhất            | Your Hand in Mine (vai Ngô Hữu Tình)                       | Đề cử                               |
| 2011                                | Lễ trao giải Hồng Tinh lần thứ 17   | Best Info-ed Programme Host                 | The Activist's Journey                                     | Đoạt giải                           |
| 2011                                | Lễ trao giải Hồng Tinh lần thứ 17   | Top 10 Nữ nghệ sĩ được yêu thích nhất       | —                                                          | Đoạt giải                           |
| 2011                                | Lễ trao giải Hồng Tinh lần thứ 17   | Cặp đôi màn ảnh được yêu thích              | Cảnh sát đặc nhiệm (vai Liêu Tâm Di)                       | Đề cử                               |
| 2012                                | Lễ trao giải Hồng Tinh lần thứ 18   | Top 10 Nữ nghệ sĩ được yêu thích nhất       | —                                                          | Đoạt giải                           |
| 2012                                | Lễ trao giải Hồng Tinh lần thứ 18   | Nữ diễn viên chính xuất sắc nhất            | A Tale of 2 Cities (vai Phan Lạc Dao)                      | Đoạt giải                           |
| 2013                                | Lễ trao giải Hồng Tinh lần thứ 19   | Nữ diễn viên chính xuất sắc nhất            | Pillow Talk (vai Trương Thu Tuyết                          | Đề cử                               |
| 2013                                | Lễ trao giải Hồng Tinh lần thứ 19   | Top 10 Nữ nghệ sĩ được yêu thích nhất       | —                                                          | Đoạt giải                           |
| 2014                                | Lễ trao giải Hồng Tinh lần thứ 20   | Top 10 Nữ nghệ sĩ được yêu thích nhất       | —                                                          | Đoạt giải                           |
| 2014                                | Lễ trao giải Hồng Tinh lần thứ 20   | Nữ nhân vật được yêu thích                  | Hành trình: Đường Sơn đến Nam Dương (vai Trương Huệ Nương) | Đề cử                               |
| 2014                                | Lễ trao giải Hồng Tinh lần thứ 20   | Nghệ sĩ nổi tiếng nhất khu vực (Trung Quốc) | —                                                          | Đề cử                               |
| 2014                                | Lễ trao giải Hồng Tinh lần thứ 20   | Nghệ sĩ nổi tiếng nhất khu vực (Malaysia)   | —                                                          | Đề cử                               |
| 2014                                | Lễ trao giải Hồng Tinh lần thứ 20   | Nghệ sĩ nổi tiếng nhất khu vực (Indonesia)  | —                                                          | Đề cử                               |
| 2014                                | Lễ trao giải Hồng Tinh lần thứ 20   | Nghệ sĩ nổi tiếng nhất khu vực (Campuchia)  | —                                                          | Đề cử                               |
| 2015                                | Lễ trao giải Hồng Tinh lần thứ 21   | Nữ diễn viên xuất sắc nhất                  | Cảnh sát đặc nhiệm 3 (vai Liêu Tâm Di)                     | Đề cử                               |
| 2015                                | Lễ trao giải Hồng Tinh lần thứ 21   | Top 10 Nữ nghệ sĩ được yêu thích nhất       | —                                                          | Đoạt giải                           |
| 2015                                | Lễ trao giải Hồng Tinh lần thứ 21   | Nữ diễn viên phụ xuất sắc nhất              | Hành trình: Thời đại hỗn loạn (vai Trương Huệ Nương)       | Đoạt giải                           |
| 2015                                | Lễ trao giải Hồng Tinh lần thứ 21   | Cặp đôi màn ảnh được yêu thích              | Cảnh sát đặc nhiệm 3 (vai Liêu Tâm Di)                     | Đề cử                               |
| 2015                                | Lễ trao giải Hồng Tinh lần thứ 21   | Nghệ sĩ nổi tiếng nhất khu vực (Trung Quốc) | —                                                          | Đề cử                               |
| 2015                                | Lễ trao giải Hồng Tinh lần thứ 21   | Nghệ sĩ nổi tiếng nhất khu vực (Malaysia)   | —                                                          | Đề cử                               |
| 2015                                | Lễ trao giải Hồng Tinh lần thứ 21   | Nghệ sĩ nổi tiếng nhất khu vực (Indonesia)  | —                                                          | Đề cử                               |
| 2015                                | Lễ trao giải Hồng Tinh lần thứ 21   | Nghệ sĩ nổi tiếng nhất khu vực (Campuchia)  | —                                                          | Đề cử                               |
| 2016                                | Lễ trao giải Hồng Tinh lần thứ 22   | Top 10 Nữ nghệ sĩ được yêu thích nhất       | —                                                          | Đoạt giải                           |
| 2017                                | Lễ trao giải Hồng Tinh lần thứ 23   | Nghệ sĩ được yêu thích nhất mọi thời đại    | —                                                          | Đoạt giải                           |
| 2019                                | Lễ trao giải Hồng Tinh lần thứ 25   | Nữ diễn viên chính xuất sắc nhất            | Say Cheese (vai Phan Trạch Gia)                            | Đề cử                               |
| 2022                                | Lễ trao giải Hồng Tinh lần thứ 27   | Nữ diễn viên chính xuất sắc nhất            | Xúc tâm tội thám (vai Khâu Khải Lạc)                       | Đề cử                               |

| Giải thưởng mở rộng của Liên hoan phim quốc tế Busan - Asia Contents Awards | Giải thưởng mở rộng của Liên hoan phim quốc tế Busan - Asia Contents Awards | Giải thưởng mở rộng của Liên hoan phim quốc tế Busan - Asia Contents Awards | Giải thưởng mở rộng của Liên hoan phim quốc tế Busan - Asia Contents Awards | Giải thưởng mở rộng của Liên hoan phim quốc tế Busan - Asia Contents Awards |
| Năm                                                                         | Lễ trao giải                                                                | Hạng mục                                                                    | Tác phẩm                                                                    | Kết quả                                                                     |
| --------------------------------------------------------------------------- | --------------------------------------------------------------------------- | --------------------------------------------------------------------------- | --------------------------------------------------------------------------- | --------------------------------------------------------------------------- |
| 2020                                                                        | Asia Contents Awards 2020                                                   | Phim truyền hình châu Á xuất sắc nhất                                       | Last Madame (vai Fung Lan)                                                  | Đoạt giải                                                                   |